# Lý Khai Phục
Lý Khai Phục hay Kai-Fu Lee (giản thể: 李开复; phồn thể: 李開復; bính âm: Lǐ Kāifù; sinh ngày 3 tháng 12 năm 1961) là một nhà tư bản, nhà quản trị, người viết sách, nhà khoa học máy tính, blogger người Trung Quốc trong lĩnh vực công nghệ thông tin. Gần đây, ông thường sống ở Bắc Kinh, Trung Quốc.
Ông là người đầu tiên trên thế giới phát triển hệ thống nhận diện lời nói liên tục, độc lập với người nói trong đề tài tiến sĩ của ông tại Đại học Carnegie Mellon. Sau đó ông trở thành nhà quản trị công nghệ cao tại Apple, SGI, Microsoft và Google.
Ông đã trở thành chủ đề tranh chấp pháp lý giữa Google và Microsoft (nơi làm việc cũ của ông) năm 2005 xoay quanh thỏa thuận phi cạnh tranh một năm mà ông đã ký với Microsoft năm 2000 khi ông đang làm phó tổng giám đốc công ty này.
Lý Khai Phục là một trong những nhân vật ảnh hưởng nhất trong mảng Internet tại Trung Quốc. Ông từng là giám đốc sáng lập của Google Trung Quốc, làm việc từ tháng 7 năm 2005 đến ngày 4 tháng 9 năm 2009. Ông đã tạo ra trang mạng cá nhân "Ngã Học Võng" (我学网) để giúp giới trẻ Trung Quốc vươn lên trong học vấn và sự nghiệp. Với trên 50 triệu người theo dõi, ông là một trong những blogger được theo dõi nhiều nhất tại Trung Quốc, cụ thể là trên trang Sina Weibo.

## Tiểu sử
Lý Khai Phục sinh ra tại Đài Bắc, Đài Loan. Ông là con trai của nhà lập pháp và sử gia Lý Thiên Dân, quê ở Tứ Xuyên, Trung Quốc.
Lý đã trình bày chi tiết cuộc sống cá nhân và con đường sự nghiệp của ông trong cuốn tự truyện Making a World of Difference viết bằng tiếng Anh và tiếng Trung xuất bản tháng 10 năm 2011 và hiện đã có trên Amazon.com.

## Sự nghiệp

### Giáo dục
Năm 1973, Lý Khai Phục tới Mỹ và học trung học tại Oak Ridge, Tennessee. Ông tốt nghiệp với bằng summa cum laude tại Đại học Columbia, nhận bằng cử nhân khoa học ngành khoa học máy tính năm 1983. Ông tiếp tục lấy bằng tiến sĩ khoa học máy tính tại đại học Carnegie Mellon năm 1988.